# Mittelbairische Dialekte

Verbreitungsgebiet der mittelbairischen Dialekte

Die mittelbairischen Dialekte stellen eine Untergruppe der bairischen Dialekte dar. Die Untergruppe umfasst alle entlang den Flüssen Isar und Donau gesprochenen Dialekte an der nördlichen Seite der Alpen.
Mittelbairische Dialekte werden in Oberbayern, Niederbayern, der südlichen Oberpfalz, dem schwäbischen Kreis Aichach, im Bundesland Salzburg, in Oberösterreich, Niederösterreich, Wien (siehe Wienerisch), großen Teilen der Steiermark und im Burgenland gesprochen. Das Tiroler Unterland, Salzburger Innergebirg (ohne den Flachgau), die Obersteiermark und das Burgenland bilden das südmittelbairische Übergangsgebiet. Es hat großen Einfluss auf seine Schwesterdialekte im Norden und Süden, da fast alle größeren Städte des bairischen Sprachgebiets im Donauraum liegen; dies hat auch zur Folge, dass Mittelbairisch auch außerhalb seines Sprechergebiets weithin bekannt ist. Die Sprachen von Wien und München sind sehr unterschiedlich voneinander, aber die Dialekte zweier benachbarter Städte sind jeweils einander sehr ähnlich. Das Wienerische hat Merkmale, die es von anderen bairischen Dialekten unterscheidet. Dies erklärt sich durch Migranten, die aus anderen Teilen Österreich-Ungarns im 19. Jahrhundert kamen und sowohl jiddische als auch osteuropäische Ausdrücke nach Wien mitbrachten. Zudem konnten sich viele mittel- und althochdeutsche Ausdrücke in abgewandelter Form in Wien länger halten als anderswo.
Ein Merkmal des Mittelbairischen ist die Vokalisierung von l und r nach e oder i. Zum Beispiel wird das Standarddeutsche viel entweder vui oder vey (im Westmittelbairischen) oder vüü (im Ostmittelbairischen). Der Übergang zwischen den westlichen und östlichen Untergruppen spiegelt sich in der traditionellen Grenze zwischen Innbaiern und Österreich. Die Grenze des Ostmittelbairischen verschiebt sich jedoch stetig nach Westen. In allen Untergruppen werden harte Konsonanten wie p, t, k erweicht und werden zu b, d, g. Zum Mittelbairischen gehören auch die im Aussterben begriffenen Mundarten in Südböhmen und Südmähren. Mittelbairisch wird oder wurde auch in Nagybörzsöny in Ungarn gesprochen.